# 알렉세이 브루실로프
알렉세이 알렉세예비치 브루실로프(러시아어: Алексе́й Алексе́евич Бруси́лов, 1853년 8월 31일 ~ 1926년 3월 17일)는 1916년 브루실로프 공세 당시 새로운 공세 전략을 발전시킨 것으로 유명한 러시아 제국의 장군이다. 혁신적이고 비교적으로 성공적이었던 이 전략은 후에 독일인들이 사용하게 된다. 귀족 집안에서 태어난 브루실로프는 기병 장교로 복무했지만, 1914년 그는 기병이 기관총과 포에 대한 취약성으로 인해 새로운 전쟁 방식에서는 시대에 뒤떨어져감을 알게되었다. 역사학자들은 그를 주요 전장에서 이길 수 있는 유일한 러시아 제국 장교로 묘사하고 있지만, 그 역시 그의 손실을 대체하기에는 어려운 러시아 제국의 취약성으로 인해 병력 피해가 컸다.

## 어린 시절
브루실로프는 1853년 트빌리시에서 태어났다. 그의 아버지는 러시아인이었고, 그의 어머니인 안나 루이차 니예토쳄스카는 폴란드인이었다. 브루실로프의 증조부 세대는 러시아 제국군에서 복무했다. 그의 조부는 보나파르트 나폴레옹의 러시아 원정에 맞서 러시아 제국을 지켜냈다. 그의 아버지는 1856년 결핵으로 사망했고, 브루실로프의 어머니 또한 곧 사망했다. 그는 쿠타이시에 사는 친척의 손에 길러졌다. 그는 14살에 가정 생활에서 독립하였고, 1867년 상트페테르부르크의 페이지 군단에 들어간다. 그의 첫 한 해 동안 교사는 브루실로프를 주목하며 "그는 예리하고 장난기 많지만, 그는 직선적이고 깨끗한 삶을 추구하며 좋은 아이다. 높은 자질을 가지고 있지만 게을러질 가능성이 있다."라고 말했다.
1872년 군단의 프로그램을 완전히 이수한 후, 그는 최고 계급의 진급반에 들어갈 것을 희망했으나 실패했다. 그는 프라포치스키의 제15용기병연대에 들어갔다. 주로 군단 프로그램을 이수한 졸업생들은 러시아 보위여단으로 배치되지만, 제15용기병연대는 쿠타이시 인근에 위치하였기 때문에 이러한 배치는 그의 가족과 가까이에서 복무할 수 있다는 점과 보위대에서 복무하는 것보다 재정적 부담이 적다는 점에서 브루실로프에게 적합했다.

### 러시아-튀르크 전쟁
브루실로프는 1872년 8월, 츠베르 용기병에 지원했고 용기병 대장에 지원했다. 그는 이후 여단장의 부관으로 임명되었다. 그는 1874년 중위로 진급했다. 브루실로프는 러시아-튀르크 전쟁에 참전해 아르다간 요새의 공격을 맡았다. 이 공격에서 그는 성 스타니슬라프 훈장 3급을 받게 된다. 전후에 그는 성 안나 훈장 3급을 받고 대위로 진급하게 된다. 그는 전쟁 말에 카르스 인근의 오스만 제국 거점을 성공적으로 공격했고, 이 공로로 스타니슬라프 훈장의 계급이 2급으로 진급하게 된다.

### 기병사관학교
1881년 브루실로프는 상트페테르부르크의 기병사관학교 학도가 되었다. 2년 후 그는 기마 조교로 임명되었다. 이후 13년간 그는 여러 보직을 거치게 된다. 부관을 거쳐, 분대장, 연대장, 그리고 학교 고문관까지 이르게 된다. 1900년 브루실로프는 중령으로 진급했다. 기병사관학교에서 그는 1884년 결혼했고, 1887년 아들이 태어나게 된다. 1902년 중장으로 진급한 그는 교장이 되었고, 그의 지휘하에 기마 학교는 기병을 준비하는 장교들에게 명성 높은 학교가 되었다. 브루실로프는 기병의 사용법에 대해 수많은 논문을 발표했고, 프랑스, 오스트리아-헝가리 제국, 독일 제국을 방문해 기마 교육과 학생 지도를 공부했다. 그는 1906년 제2기병보위사단의 사단장이 되었으나, 1905년 러시아 혁명으로 인해 상트페테르부르크는 초토화된 상황이었고, 그 역시 아내를 잃어 마냥 행복하지는 않았다.
1908년, 그는 바르샤바 군관구의 제14군단장으로 임명되었다. 이곳에서 그는 그가 실행한 전투훈련을 통해 재임기간 중 명성을 얻게 된다. 그는 나데야 제리홉스키와 재혼했다. 1912년 기병 장교로 진급한 이후, 그는 바르샤바 군관구의 부사령관으로 취임한다. 러일 전쟁에서의 실패는 이주자 가족들에 대한 논란을 일으켰고, 러시아 군의 고위 계급의 소수를 차지하고 있었기 때문에 러시아 본토 사람들보다 덜 애국적이라고 평가되었다. 이에 따라 브루실로프 또한 바르샤바의 총독 게오르기 스칼론을 비롯한 러시아계 독일 장군들과 마찰을 빚었고 브루실로프는 곧 다른 직위를 알아보게 되었다.
1913년, 브루실로프는 키예프 군관구의 제12군단장에 임명되었다. 그는 떠나면서 "나는 내가 떠나는 것이 바르샤바 지역의 군대에 자극을 줄 것이라 의심치 않는다. 글쎄! 이미 끝난 일은 끝난 것이고, 나는 스칼론의 법정의 쓰레기 구덩이에서 떠나는 것에 만족한다."라고 말했다.

## 제1차 세계 대전

### 1914–1915

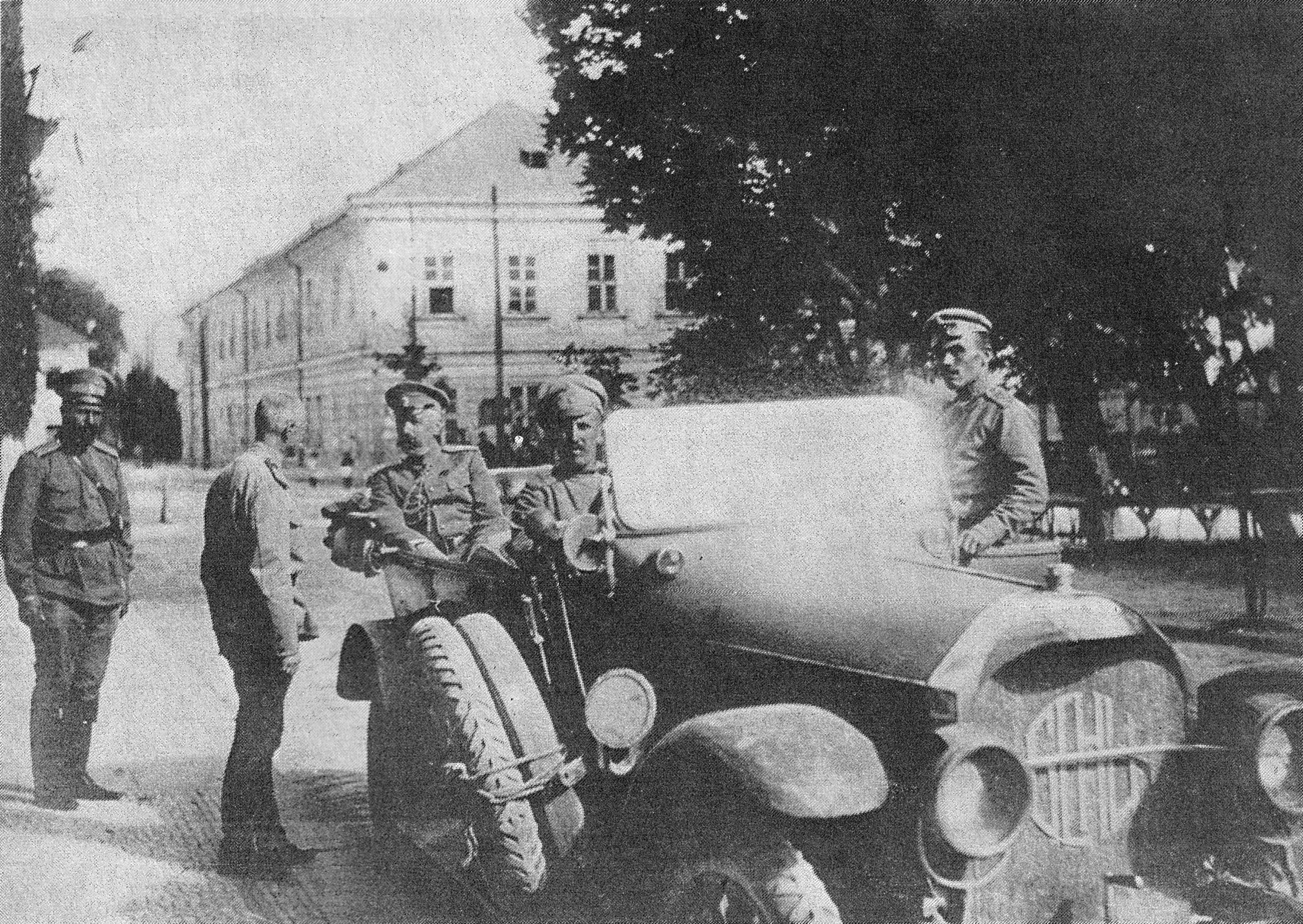
알렉세이 브루실로프와 미하일 알렉산드로비치 대공이 1915년 같이 찍은 사진이다.

1914년 7월, 동원을 통해 러시아군이 확장을 계속하는 동안 브루실로프는 러시아 제8군의 사령관으로 진급했다. 제8군은 갈리치아에서 활동하는 남서전선군의 일부였다. 제8군은 이전에 오스트리아-헝가리 제국군을 격파해 150km를 진격했다. 150 킬로미터 (93 mi). 그러나 타넨베르크 전투 이후 러시아 제국군은 다시 후퇴해야 했다. 브루실로프는 성 게오르크 훈장을 받았다. 1915년 초기 브루실로프는 다시 공세를 개시해 카르파티아산맥의 여러 고개를 통과해 헝가리의 평원에 진출했다. 니콜라이 2세가 제8군을 방문해 브루실로프를 중령 부관으로 승급시켰다. 고를리체-타르노프 공세 이후 독일-오스트리아 연합군이 다시 러시아 제국군을 돌파하자 그의 활동도 제한되었다. 9월이 되자 8군은 180km를 후퇴해 타르노폴 지역으로 철수했다.

### 브루실로프 공세

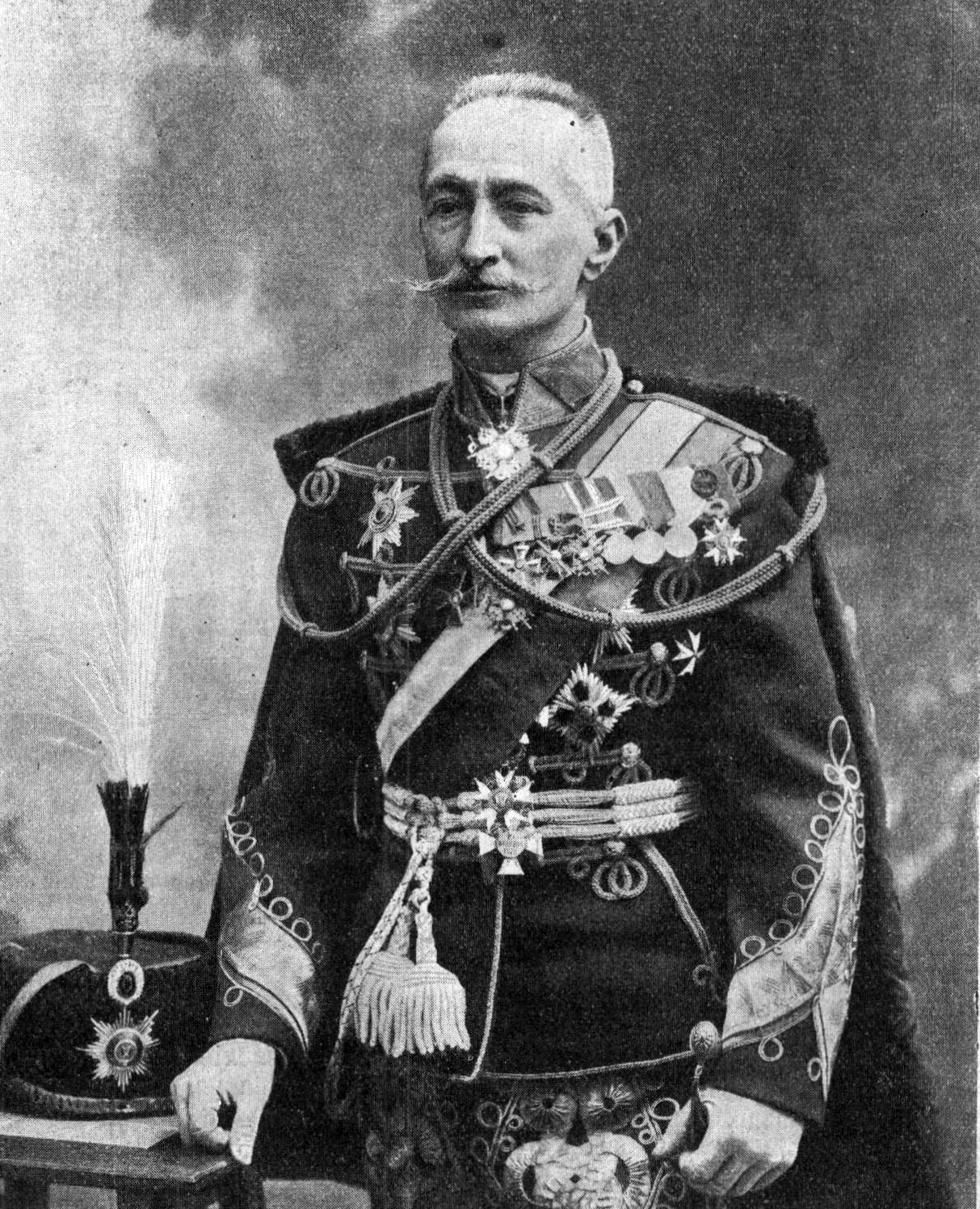
1913년 브루실로프

1916년 3월 29일, 브루실로프는 남서부 전선의 사령관이 되었고 일정 부분에서 자유로이 행동할 수 있다. 이전 러시아의 공세들은소규모로 공격하는 경향성을 띠고 포병과 보병을 밀집시켜 소규모 구역을 공격하는 것으로 설명될 수 있었다. 이러한 좁은 전선의 공격은 전방의 독일군으로부터 반격을 받을 수 있었으며 이러한 전투의 반복은 러시아군의 주요 패전 원인 중 하나로 꼽혔다.
브루실로프는 남서 전선 전체에서 공격을 감행하기로 결심한다. 그는 넓은 지역에서 적이 해체되고, 몇몇 지역에서는 적이 전멸하기를 희망했다. 그는 가치가 없는 지역에서의 포화된 폭격으로 자원을 낭비하지 않는 대신, 독일군이 전체 전선을 통제하거나 지휘하는 것을 막기 위해 사령부나 도로망, 요충지에 간접 사격을 실시하기로 결정했다. 독일의 유명한 포병 지휘관인 게오르크 브뤼뮐러는 이 시기에 브루실로프에 멎서 싸우고 있었으며 브루실로프의 전술을 배워 1918년 서부 전선의 미하일 작전 때 이 전술을 채택했다. 브루실로프는 병력을 통한 지역적 이점에 대해서는 생각하지 않았고 예하 사단의 다른 전선군과 빠르게 교환되어 그의 공세를 최대한 지원하기를 희망했다.
제1차 세계 대전의 기준으로 브루실로프의 새로운 전략은 매우 성공적이었고 이후 3개월 동안 남서부 전선군은 하루에 평균 30km를 진격해 400km 이상 진격했고 400,000명의 오스트리아-헝가리 제국군을 포로로 잡았다. 그러나 서부 전선을 지원하기 위한 공격은 이루어지지 못했고, 독일은 러시아의 진군을 멈추기 위해 프랑스와 벨기에로 17개의 사단을 보낼 수 있었다.
브루실로프는 성 조지 검을 받을 예정이었고, 제1차 세계 대전 당시 러시아 제국 장교 중 이를 받은 사람은 브루실로프를 포함해 8명 밖에 되지 않았다. 1916년 6월 18일, 그는 이복 형제인 찰스 존슨의 도움으로 뉴욕 타임즈의 기사에 실렸다.

### 1917년과 혁명
러시아에서 혁명이 발생하자, 브루실로프는 차르 폐지에 대해 항의했다. 스타프카가 황제의 폐지에 대한 그의 의견을 묻자, 그는 "외부의 적과 전쟁을 계속하는 것을 위해서라도 현재 문제는 우리의 위치를 안정시키는 것입니다. 미하일 알렉산드로비치 대공과 의회의 지지하에 퇴위하는 것이 나은 방법이었습니다. 혁명의 불꽃을 빨리 신속히 진압하는 것이 중요합니다. 그렇지 않다면 수많은 재앙적인 결과가 도래할 겁니다."라고 대답했다.
1917년 5월, 브루실로프는 러시아군의 사령관으로 임명되었다. 이 기간 동안 브루실로프는 혁명에 대한 열망에 동정적인 입장을 가지고 있었지만, 그의 주요 관심사는 먼저 전쟁에서 이기는 것이었다. 특히 그는 평화가 이룩될 때까지 중앙 정부의 권한들을 인정해야 하며 군대는 규율에 따라 엄정한 기강을 확립해야 한다고 주장했다. 전쟁 장관인 알렉산드르 케렌스키에게 그는 "자본의 투입만이 군의 해체를 막고 자유와 조국을 구할 수 있다."라고 전보를 보냈다.
1917년 7월 케렌스키 공세의 실패로 인해 브루실로프의 주장은 정치적으로 불안정해졌고, 결국 그를 대체해 라브르 코르닐로프가 사령관이 되었다. 브루실로프는 모스크바로 이동해 러시아 임시 정부의 처분을 기다렸다. 10월 혁명 당시 모스크바에서 전투가 벌어지자, 브루실로프는 그의 욕조에 맞은 포탄의 잔해로 인해 발을 심하게 다쳤다.

## 소비에트 러시아
브루실로프는 혁명의 왕당파들과 충돌하면서 힘겨운 나날을 보냈고, 곧이어 내전이 발발했다. 그의 옛 병사들은 붉은 군대에 가담했고, 그는 급진적인 변화의 필요성에 동의했지만, 보수주의자이자 애국주의자, 그리고 군주주의자였던 그의 개인적인 가치로 인해 그는 백군과 더 많은 의견을 조율했다. 1920년 5월 30일, 폴란드-소비에트 전쟁 당시 브루실로프는 프라우다를 발간해 "옛날의 장교들에게, 그들이 어디에 있던지"를 서술해 그들에게 과거의 불만을 용서하고 적군에 가담하기를 독려했다. 브루실로프는 볼셰비키 정부와 협력하는 것이 모든 러시아 장교들의 애국적인 임무라고 믿었고, 외국의 침략자들에 맞서 러시아를 지키는 것이 그의 의견이었다.
초기에 브루실로프는 적군의 구조와 규모를 결정하는 특별위원단에서 복무했다. 그는 이후 기병 훈련을 맡았고 기병 훈련 감찰관이 되었다. 1924년 그는 은퇴했으나 혁명군사평의회의 위원회에서 복무했다. 70대에 은퇴한 그는 공동주택에서 아픈 부인 및 다른 부부와 살았다. 그는 심부전으로 인해 1926년 모스크바에서 사망했고 국가장을 치른 후 노보데비치 묘지에 묻혔다. 그의 둘째 부인인 나데츠다 브루실로파 제리코바는 사망 후 프라하의 올샤니 기념원에 묻혔다.

## 평가
영국 육군 참모 버나드 몽고메리에 따르면, 제1차 세계 대전 당시 뛰어난 장군들 중 한 명으로 브루실로프를 꼽았다. 다른 장군에는 에리히 폰 팔켄하인(후에 파울 폰 힌덴부르크로 바뀐다.), 에리히 루덴도르프, 무스타파 케말 아타튀르크, 헐버트 플러머, 존 모나시, 에드문드 알렌비가 있다.